# Asiagomphus amamiensis
Asiagomphus amamiensis là loài chuồn chuồn trong họ Gomphidae. Loài này được Asahina mô tả khoa học đầu tiên năm 1962.